# Montaigu, Vendée
Montaigu là một xã ở tỉnh Vendée trong vùng Pays de la Loire, Pháp. Xã này có diện tích 3,03 km², dân số năm 2006 là 4822 người. Xã này nằm ở khu vực có độ cao trung bình 48 mét trên mực nước biển.

## Biến động dân số
| Năm | 1962  | 1968  | 1975  | 1982  | 1990  | 1999  | 2006  |
| --- | ----- | ----- | ----- | ----- | ----- | ----- | ----- |
| Dân số | 2 580 | 3 279 | 4 797 | 4 661 | 4 323 | 4 708 | 4 822 |
| From the year 1962 on: No double counting—residents of multiple communes (e.g. students and military personnel) are counted only once. |       |       |       |       |       |       |       |